# Cornelis Martinus Vermeulen
Cornelis Martinus Vermeulen (Antwerpen, circa 1643/1645 — aldaar, circa 1708/1709) was een Zuid-Nederlands etser.

## Leven en werk
Vermeulen werd omstreeks 1644 in Antwerpen geboren. Zijn exacte geboortedatum en overlijdensdatum zijn niet bekend. Hij werd opgeleid door de Antwerpse graveur Peeter Clouwet. In 1682 behaalde zijn meesterstitel als schilder. Na in Parijs bij de graveur Gérard Edelinck te hebben gewerkt keerde hij terug naar Antwerpen. Hij was bekend als boekillustrator en portrettekenaar. Werken van Vermeulen bevinden zich onder meer in het Museum Plantin-Moretus in Antwerpen, de  Fraeylemaborg in Slochteren en in de National Portrait Gallery te Londen.

## Werken

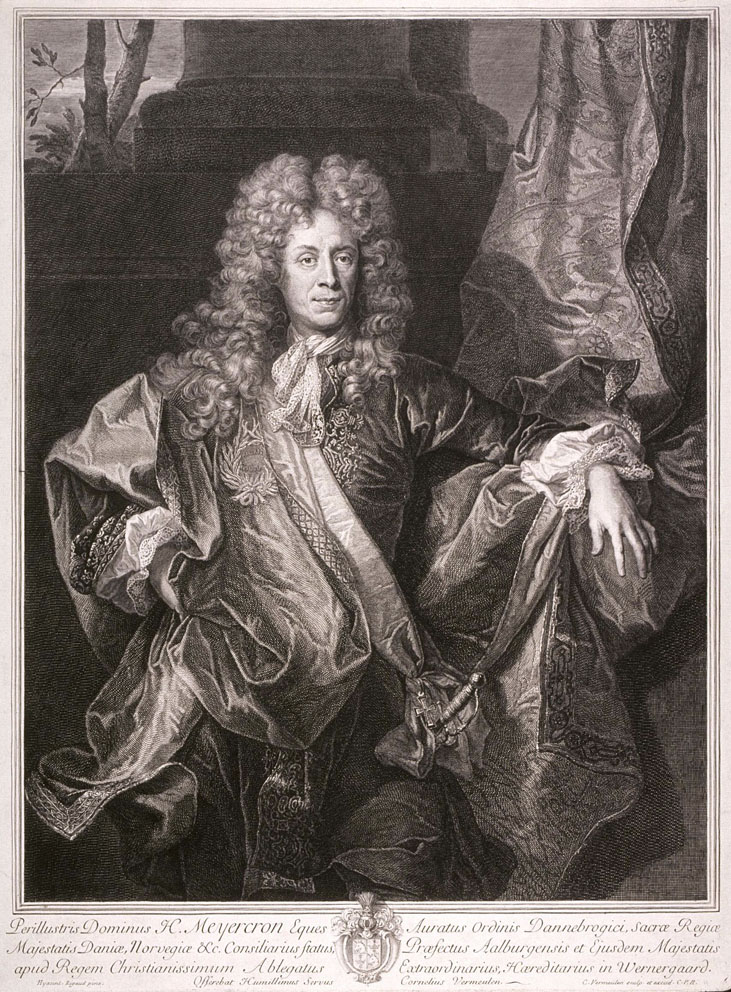
Portret van Henning Meyercroon door Vermeulen naar Hyacinthe Rigaud.
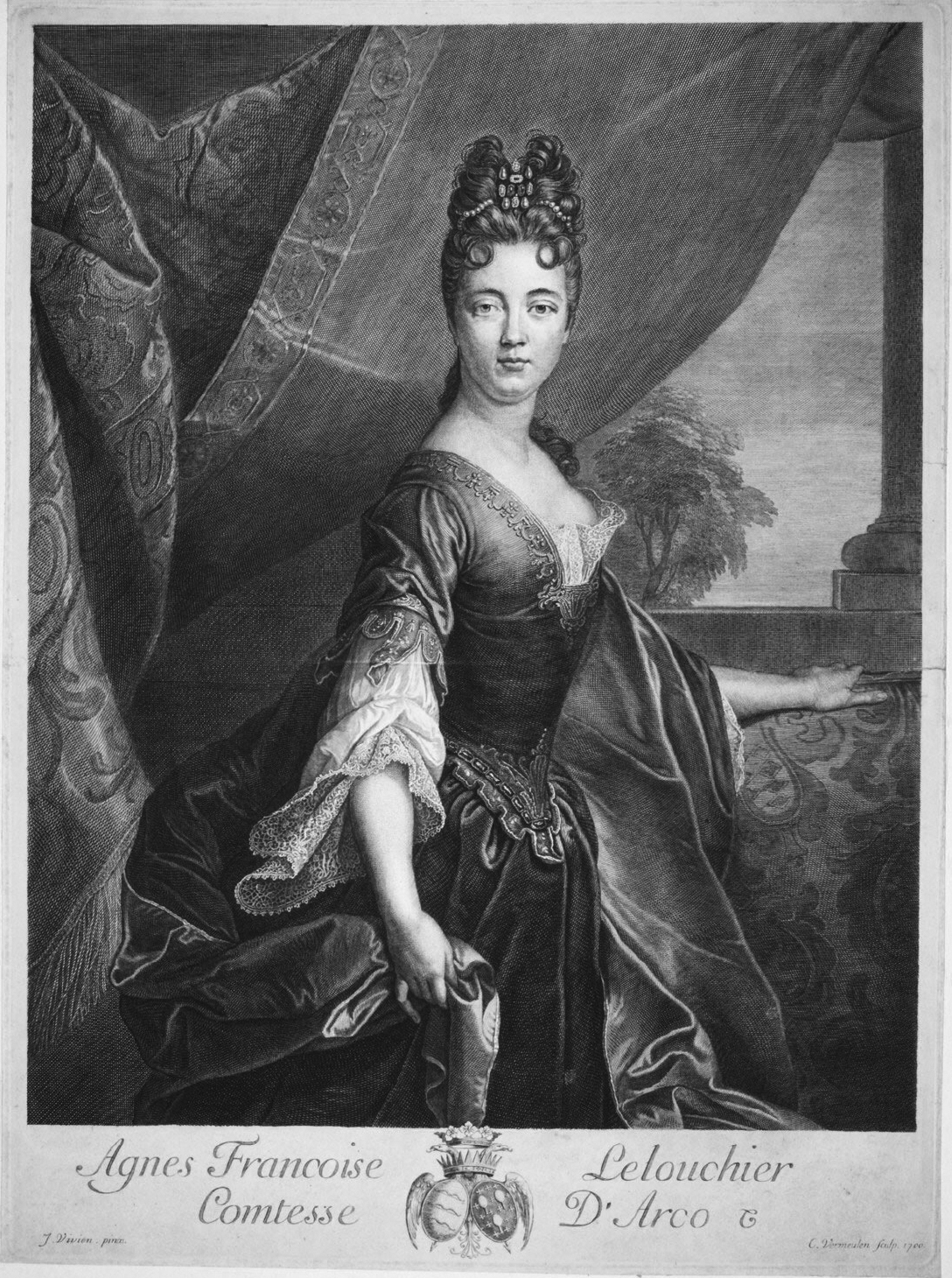
Portret van Agnès-Françoise Lelouchier
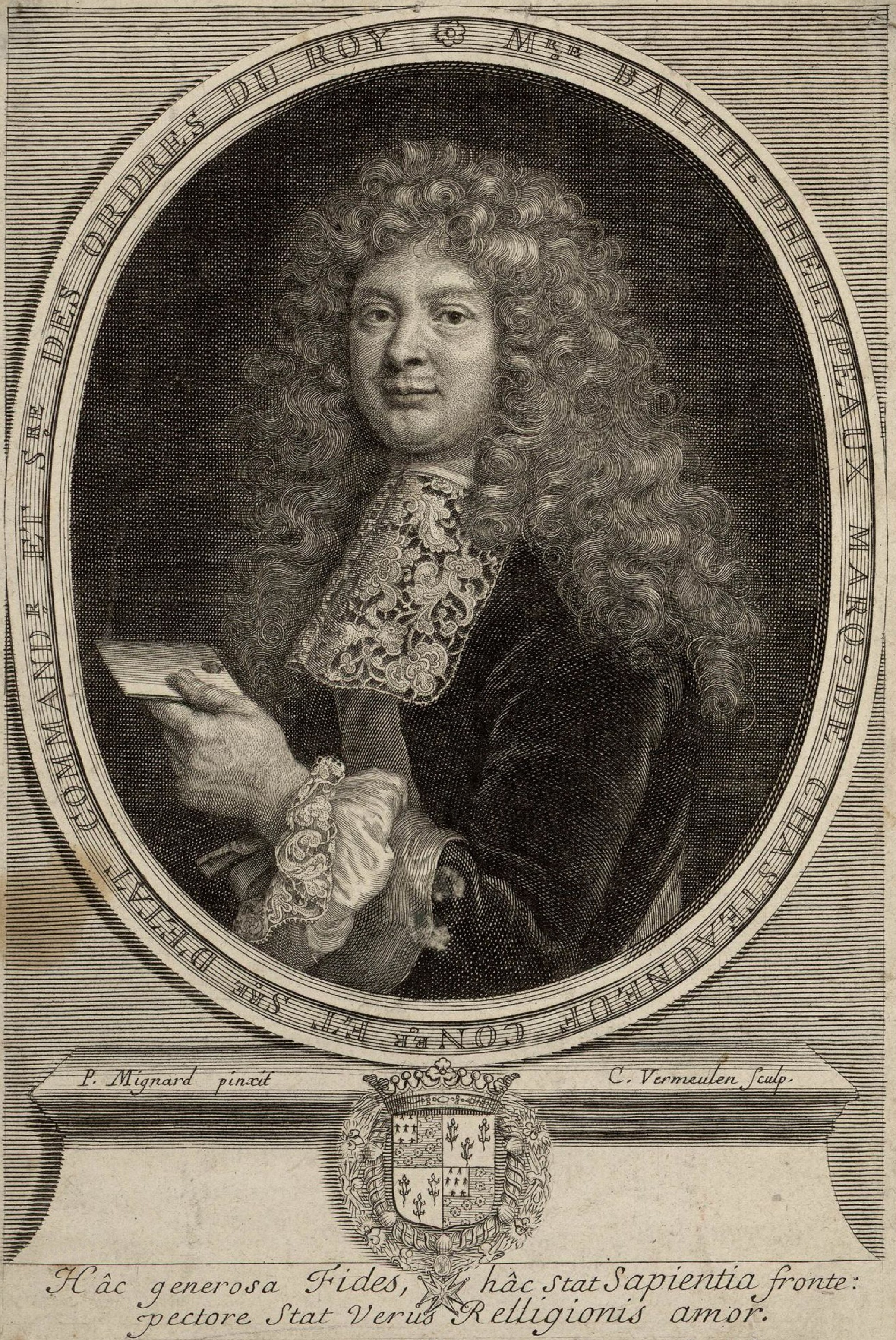
Portret van Balthazar Phélypeaux de Châteauneuf
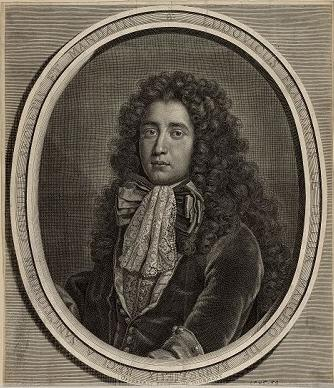
Portret van Louis-François Marie Le Tellier, markuis van Barbezieux.
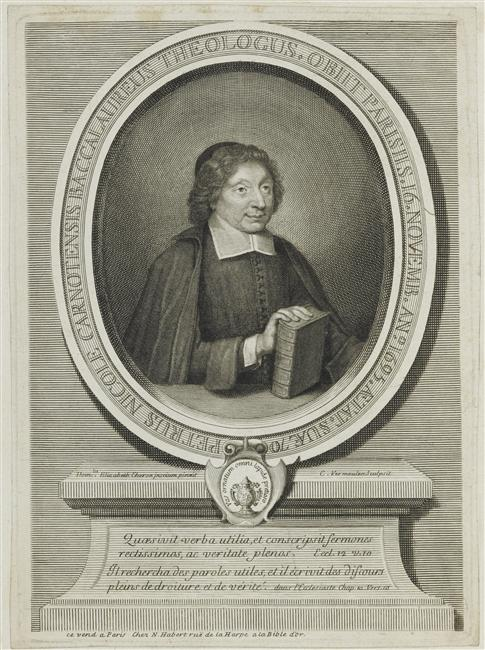
Portret van Pierre Nicole